# Shawn Rojeski
Shawn Joseph Rojeski (Virginia, 21 de enero de 1972) es un deportista estadounidense que compitió en curling. Participó en los Juegos Olímpicos de Turín 2006, obteniendo una medalla de bronce en la prueba masculina.

## Palmarés internacional
| Juegos Olímpicos | Juegos Olímpicos | Juegos Olímpicos  | Juegos Olímpicos |
| Año              | Lugar            | Medalla           | Prueba           |
| ---------------- | ---------------- | ----------------- | ---------------- |
| 2006             | Turín (Italia)   | Medalla de bronce | Equipo           |